# Alnes
Alnes är en tidigare tätort i Giske kommun i Møre og Romsdal fylke i västra Norge. Orten ligger vid änden av fylkesväg 5952, på den nordvästra delen av ön Godøya, nordväst om tätorten Leitebakk, från vilken orten kan nås genom Alnestunneln. Ute på halvön Alnestangen, vid ortens nordvästra ände, finns Alnes fyr.
Sedan 2007 räknas orten inte längre som en tätort.

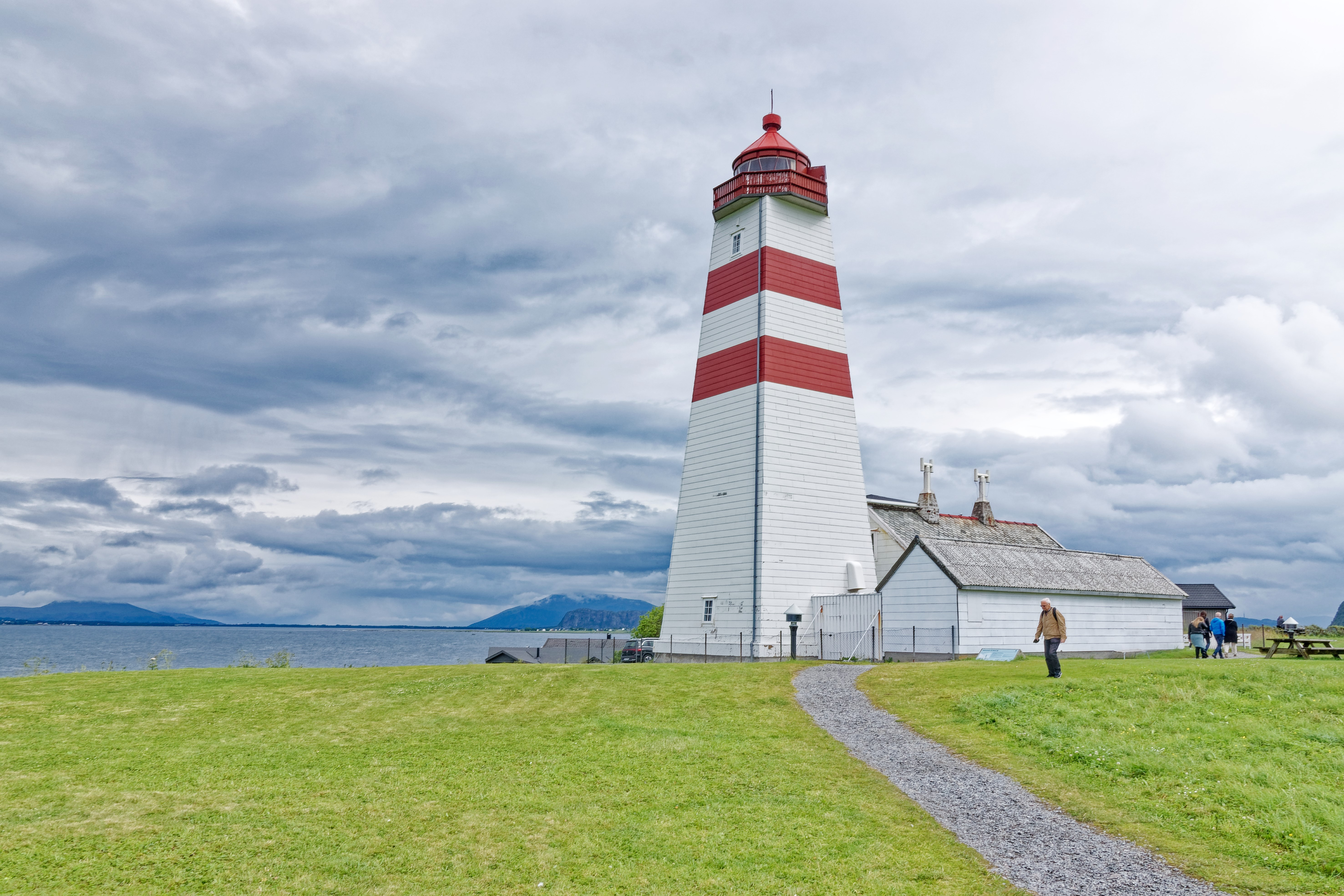
Alnes fyr.